# Inondation en Côte d'Ivoire
La Côte d'Ivoire est un pays situé en Afrique de l'Ouest, qui connait au fil des ans le fléau de l'inondation. Cette situation est due principalement au  
changement climatique, aux conditions pédologiques et topographiques, à l'urbanisation et à l'incivisme,. L'inondation en Côte d'Ivoire est un aléa naturel, définie par la submersion temporaire de l'eau sur une partie du territoire qui n'est pas submergée en temps normal,. 

## Les causes des inondations en Côte d'Ivoire
Plusieurs causes sont à l'origine de l'inondation en Côte d'Ivoire.

### Le changement climatique
Les risques d'inondation en Côte d'Ivoire s'intensifient en partie à cause du changement climatique que connaît le paysqui contribuent à des pluies tardives et torrentielles hors saison de pluie,. Les saisons se retrouvent perturbées et les conditions pluviométriques, topographiques et pédologiques exposent des localités de la ville d'Abidjan à l'inondation.

### Urbanisation
L'urbanisation est l'une des causes aggravantes de l'inondation en Côte d'Ivoire principalement dans sa capitale économique Abidjan.
La ville d'Abidjan connaît une urbanisation galopante, qui couplée à l'incivisme expose les populations aux inondations. On distingue entre autres : l'annexion des ouvrages d'assainissement, l'obstruction des caniveaux et des avaloirs, l'habitat spontané et anarchique, les constructions anarchiques (parfois sur des zones inondables) empêchant le passage de l'eau et parfois sur des bassins d'orages ou des bassins versants, les vols de tampons et de regards,,.

## Quelques périodes d'inondations en Côte d'Ivoire

### Avant les années 2000
Le 29 mai 1996, les pluies diluviennes ont occasionné à Abidjan 28 morts,. L'inondation à Abidjan survenue le 16 novembre 1998 a provoqué 3 morts avec plusieurs blessés. Les pluies torrentielles du 11 juin 1997 ont fait un mort dans la commune d'Abobo à Abidjan, un disparu et trois blessés à Anyama.

### Dans les années 2000
Les pluies diluviennes tombées dans des zones à risques et/ou quartiers précaires ont donné lieu à de nombreuses pertes en vie humaines et dégâts matériels au fil des années. De 2007 à 2010 on décompte plus de 69 morts à la suite des inondations, dont 11 en 2007, 6 en 2008, 22 et 6 disparus en 2009 et enfin 30 et plusieurs blessés en 2010. En 2014, 23 personnes décèdent dans des glissements de terrain au mois de juin. L'année suivante, l'on dénombre 16 morts dus aux inondations. De mai à juin 2017, ce sont 15 morts dans la seule ville d'Abidjan.

### Les inondations les plus récentes en Côte d'Ivoire
En 2018, les pluies diluviennes enregistrées dans la nuit du 18 au 19 juin ont occasionné des inondations dans la ville d'Abidjan et ses banlieues,, On dénombre au cours de cette nuit, 18 pertes en vies humaines.
La commune la plus touchée est celle de Cocody. À l'intérieur du pays, deux personnes meurent à Tiassalé et à Ouaragahio respectivement au Sud et à l'Ouest du territoire ivoirien.
Les inondations enregistrées en 2020 ont endeuillé la zone d'Anyama près d'Abidjan avec 17 morts.
En 2021, les pluies diluviennes du 22 octobre et du 8 novembre ont causé des inondations avec l'effondrement de bâtiments et des glissements de terrain dans la ville d'Abidjan. Les zones touchées sont les communes de Yopougon (avec la mort de 4 personnes), Attécoubé, Abobo et Adjamé.
En 2022, les pluies diluviennes dans la période du 16 au 22 juin ont provoqué des inondations et glissements de terrainnotamment, dans les communes de Cocody, Yopougon, Abobo, Adjamé, Treichville et Bingerville. On dénombre 19 pertes en vies humaines, et une trentaine de sinistrés, dont 4 survenues le 21 juin.
Le village d'Alloco-Koffikro (sous-préfecture d'Ananda inondé) inondé à la suite de la montée des eaux du fleuve N'Zi le 13 septembre. Aucune perte en vie humaine signalée, cependant 13 ménages ont été touchés faisant 67 victimes, et 20 plantations inaccessibles. La ville de Bangolo (région du Guémon, à l'ouest de la Côte d'Ivoire) inondée par la crue des rivières Tarsca et Débao dans la nuit du 2 au 3 octobre faisant ainsi 75 ménages victimes.

## Les conséquences des inondations en Côte d'Ivoire
Plusieurs conséquences dans différents domaines sont à relever.
Entre autres, l'inondation entraîne la destruction de propriétés publiques et privées (routes, maisons, commerces, réseaux de distribution d'eau, électricité, télécommunications, assainissement, …).
Au niveau du sport, les pluies diluviennes du 16 au 22 juin 2022, ont amené la Confédération africaine de football (CAF) à décaler la Coupe d'Afrique des nations de football 2023, initialement programmée pour juin-juillet 2023 à janvier-février 2024 qui se présente comme une période plus sèche.

## Gestion des inondations en Côte d'Ivoire

### Structures
La Société d'exploitation et de développement aéroportuaire, aéronautique et météorologique (SODEXAM) est chargée des prévisions météorologiques.

### Mesures prises
En juin 2022, le gouvernement ivoirien a déployé une opération de démolition d'habitations dans 50 zones sujettes aux glissements de terrain à Abidjan.

## Mesures de prévention

### Projet d'assainissement et de résilience urbaine (PARU)
Le Premier ministre ivoirien, Patrick Achi, a lancé le Projet d'assainissement et de résilience urbaine (PARU) dans la comme d'Abobo à Abidjan le 10 mars 2022,. Le PARU consiste en la construction et la réhabilitation de réseaux de drainages primaires et secondaires associés à des travaux routiers et la construction d'installations de traitements et d'élimination de déchets, des déchetteries de gestion et la valorisation des déchets solides. Il concerne certaines communes d'Abidjan et des villes de l'intérieur du territoire ivoirien (Grand-Bassam, Assinie, Jacqueville, Bouaké, Yamoussoukro, Korhogo, Duékoué, San-Pédro, Daloa, Ouangolodougou,...),.
Le PARU est financé par la Banque mondialeavec une enveloppe de 315.000.000 $. Il est mis en œuvre par le Ministère de l'assainissement de Côte d'Ivoire et s'étend sur une durée de 6 ans du 12 juin 2020 au 31 octobre 2026,.